# The Order of the Stick
The Order of the Stick ("A Ordem do Palito", referência ao fato de todos os personagens serem desenhados como bonecos de palito) é uma história em quadrinhos, de autoria de Rich Burlew, publicada pela Giant in the Playground Games. O humor é basicamente uma sátira às regras dos jogos de RPG de mesa, mais especificamente, Dungeons & Dragons, da Wizards of the Coast.
A narrativa conta a história de um grupo de aventureiros homônimo. São eles:
- Roy Greenhilt, um humano guerreiro e líder da Ordem;
- Haley Starshine, uma humana ladina;
- Durkon Thundershield, um anão clérigo, seguidor de Thor;
- Elan, um humano bardo/ dashing swordsman (espadachim atrevido, numa tradução livre);
- Vaarsuvius, um elfo (de gênero não revelado) mago(a), especializado(a) em magias de dano;
- Belkar Bitterleaf, um halfling ranger/bárbaro.

## Resumo
A Order of the Stick se formou quando Roy contratou os outros membros para que o ajudassem na destruição de um Lich, Xykon, que matou Fyron, o mestre de seu pai Eugene Greenhilt. Eugene então fez um juramento que iria destruir Xykon, mas morreu antes de cumpri-lo, e Roy se encarregou da tarefa.
A saga, na web, começa com os aventureiros já na Masmorra de Dorukan (Dungeon of Dorukan, em inglês), que seria o atual esconderijo de Xykon.

## Outros personagens
A partir daí, a história se desenrola, e a Ordem encontra outros personagens importantes ao longo de suas aventuras, a saber:
- Redcloak, um goblin clérigo, braço-direito de Xykon;
- O Monstro na Escuridão, uma criatura que vive nas sombras e seria a arma secreta de Xykon;
- A Linear Guild (ou Guilda Linear, numa tradução livre), um outro grupo de aventureiros que seriam o oposto da Ordem. A Guilda é composta por:
  - Nale, um humano guerreiro/feiticeiro/ladino, irmão gêmeo de Elan e líder da Guilda;
  - Sabine, uma succubus (que não se sabe se é um diabo ou demônio), namorada de Nale;
  - Thog, um meio-orc bárbaro;
  - Hilgya Firehelm, uma anã clériga, que posteriormente foi substituída por Leeky Windstaff, um gnomo druida;
  - Yik-yik, um kobold ranger, posteriormente substituído por Yok-yok, um kobold duelista e filho de Yik-yik;
  - Zz'dtri, um elfo negro mago, posteriormente substituído por Pompey, um meio-elfo mago, especializado em conjurações.
- Miko Miyazaki, uma humana paladina, que faz parte da Sapphire Guard (Guarda Safira) e defende os interesses de Azure City, a maior cidade do Sul.